# Mepal
Mepal – wieś w Anglii, w hrabstwie Cambridgeshire, w dystrykcie East Cambridgeshire. Leży 23 km na północ od miasta Cambridge i 102 km na północ od Londynu. Miejscowość liczy 921 mieszkańców.